# Koro (Zogoré)
Pour les articles homonymes, voir Koro.
Koro est une localité située dans le département de Zogoré de la province du Yatenga dans la région Nord au Burkina Faso.

## Géographie
Koro se trouve à 9 km au nord-est de Zogoré, le chef-lieu du département, à 3 km de Ninga et à environ 20 km au sud-ouest du centre de Ouahigouya. Le village est traversé par la route nationale 10 allant de Ouahigouya à Tougan.

## Économie
L'économie du village est essentiellement agro-pastorale, notamment grâce à son bas-fond amménagé.

## Santé et éducation
Le centre de soins le plus proche de Koro est le centre de santé et de promotion sociale (CSPS) de Ninga tandis que le centre hospitalier régional (CHR) se trouve à Ouahigouya.
Koro possède une école primaire publique.